# Alessandro Galilei
Alessandro Maria Gaetano Galilei (Florencia, 25 de agosto de 1691-Roma, 21 de diciembre de 1737) fue un matemático y arquitecto italiano, miembro de la misma familia que Galileo Galilei. Es conocido por haber diseñado la fachada de la Archibasílica de san Juan de Letrán, catedral de Roma y uno de los templos católicos más destacados.

## Vida y obra

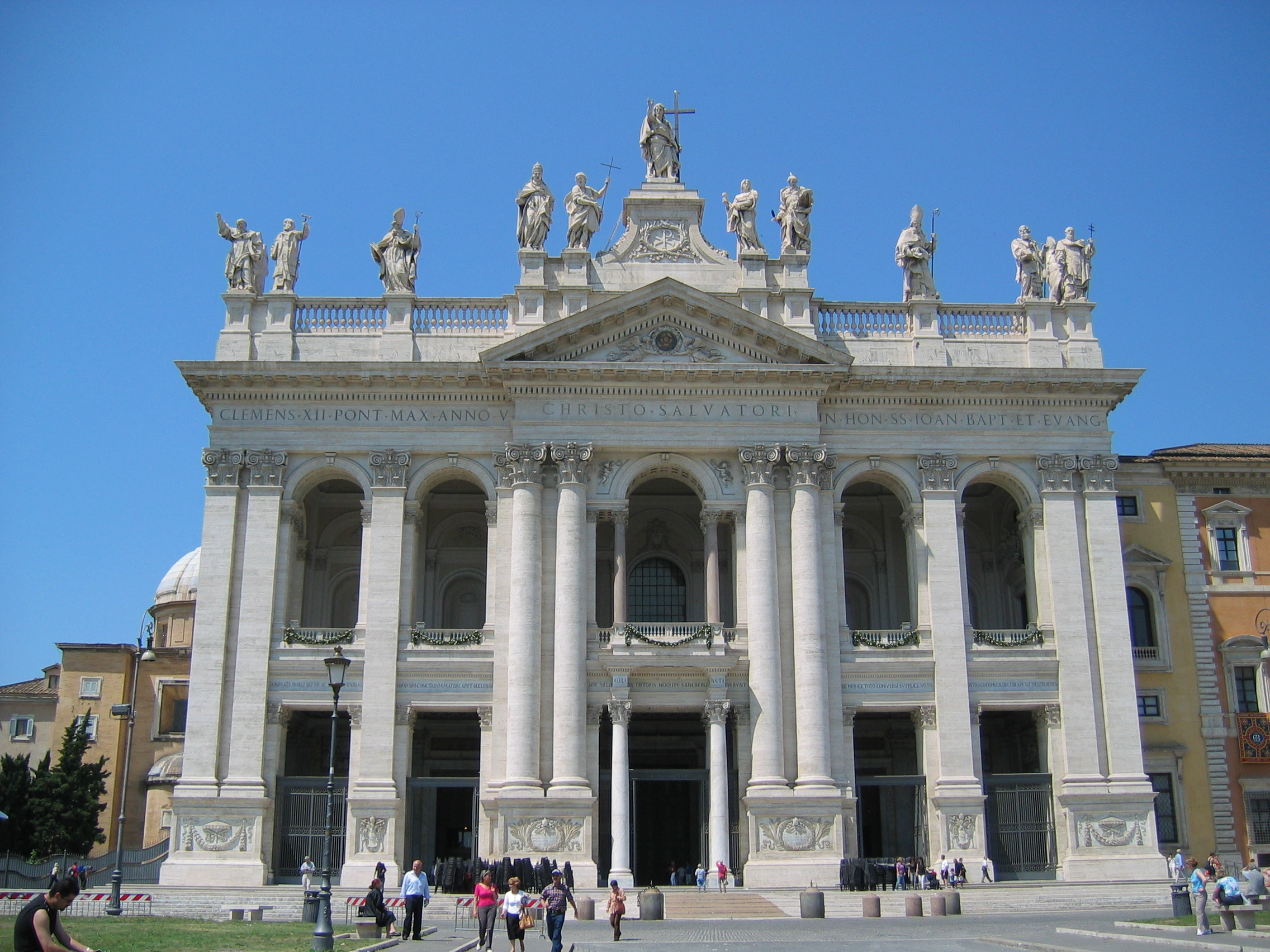
Fachada de la basílica de San Juan de Letrán, la obra más célebre de Alessandro Galilei.

Se formó en arquitectura e ingeniería con Anton Maria Ferri, figura destacada de la Accademia dei Nobili que escribió un tratado sobre perspectiva, fortificaciones y artillería. Con él, el joven Galilei trabajó en el estudio de las técnicas de construcción, estereometría e hidráulica.
Algunos viajeros ingleses quedaron impresionados con el clasicismo de sus primeros diseños, y fue invitado por un grupo de ellos a trasladarse a Londres en 1714. Allí participó en varios proyectos, colaborando con el ingeniero civil Nicholas Dubois. El único otro arquitecto italiano notable en Londres en ese momento era Giacomo Leoni. Los dos compartían una inclinación clasicista muy del gusto inglés del momento, en clara contraposición al barroco italiano. Sin embargo, aparte de un monumento funerario, no se encargaron a Galilei otros proyectos de importancia.
En 1718 Robert, vizconde de Molesworth, llamó a Galilei a Irlanda. Allí, William Conolly, presidente de la Cámara de los Comunes irlandesa, comenzaba las obras de Castletown House, una gran mansión cerca de Dublín. Galilei diseñó la fachada del bloque principal, pero regresó a Italia en 1719 y no intervino directamente en las obras de construcción, que se iniciaron en 1722 y fueron dirigidas por el joven arquitecto anglo-irlandés Edward Lovett Pearce. Un Retrato de Galilei, por Giuseppe Berti, firmado y fechado en 1735, ha sido recientemente adquirido para la colección de Castletown House.

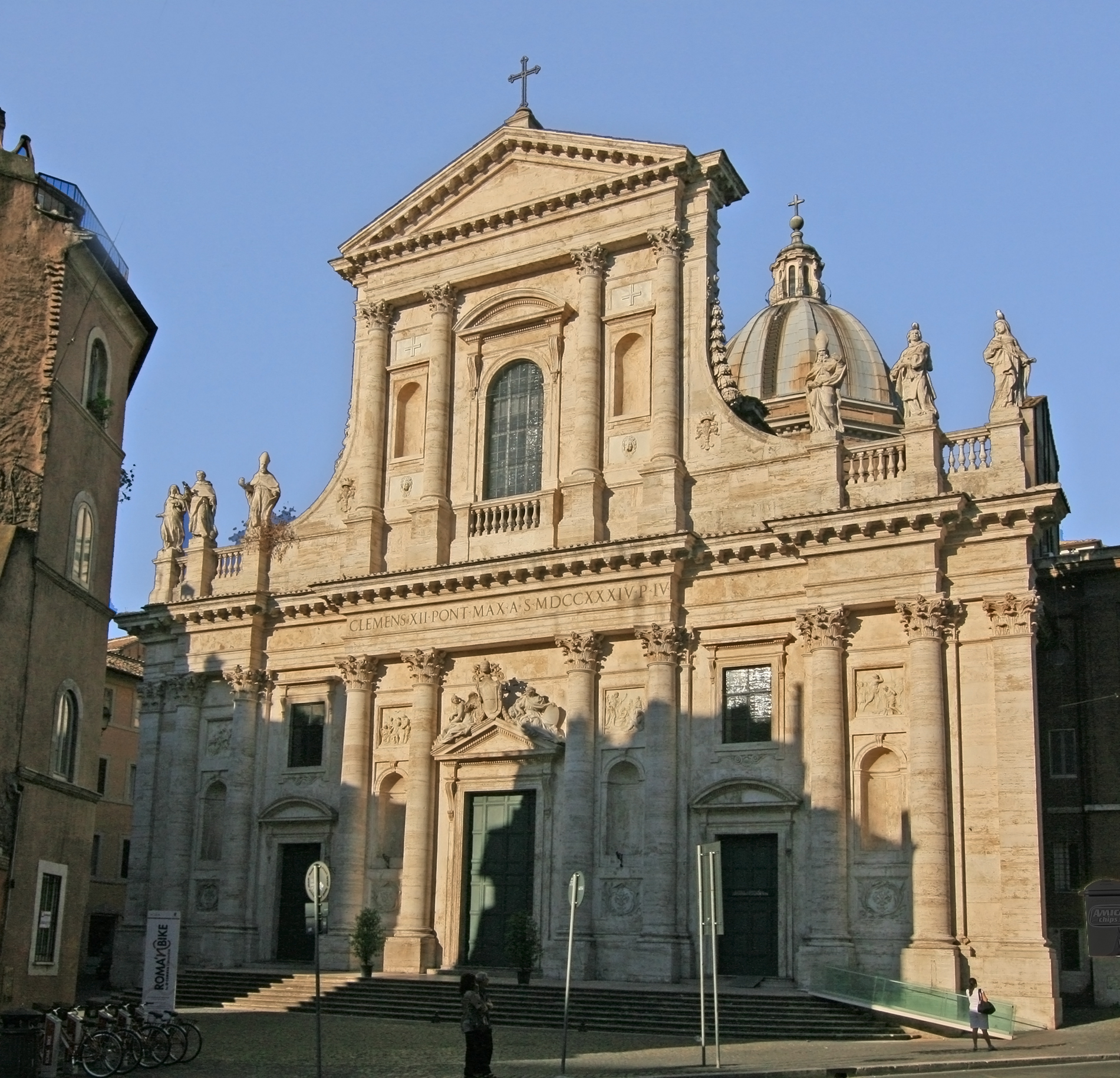
Fachada de la iglesia de San Juan de los Florentinos, en Roma

De regreso a Florencia en 1719, Galilei fue nombrado Ingegnere delle Fortezze e fabbriche di corte ("Ingeniero de los edificios judiciales y fortalezas") del Gran Duque de Toscana Cosme III de Médici, que mantuvo con su sucesor Juan Gastón de Médici, último de los grandes duques de Medici; ninguno de los cuales, sin embargo, pudo proporcionarle proyectos arquitectónicos adecuados a su talento. Los proyectos más destacados de esta época fueron una renovación del coro de la Catedral de Cortona, con un severo arco de triunfo, modificaciones en la Villa Venuti, en Catrosse, cerca de Cortona, y un diseño (1724) para el oratorio de la iglesia de la Madonna del Vivaio en Scarperia, Toscana. 
En 1730, el patricio florentino Lorenzo Corsini fue elegido papa como Clemente XII y llamó a Galilei a Roma en 1731 para construir la capilla familiar (Cappella Corsini) en la basílica de San Juan de Letrán, trabajos que terminaron en 1732. Durante los siguientes seis años, Galilei creó sus obras más notables, ejecutadas en un estilo anti-barroco. 
El más notable de ellos fue la fachada de la catedral de Roma, la propia basílica de San Juan de Letrán, cuyo encargo recibió después de un concurso para su terminación (1733-1736). La severidad y el carácter palacial de la fachada provocaron rechazo y controversia en los círculos artísticos romanos del momento, pero fueron aplaudidos más tarde con el pleno triunfo del Neoclasicismo.
Galilei también construyó la fachada, más convencional, de la iglesia de San Juan de los Florentinos (1734), cuyo clasicismo es más atemperado y presenta recuerdos barrocos.
El arquitecto murió en Roma en 1737, a la temprana edad de 46 años.